# Кутаисская классическая гимназия
Кутаисская классическая гимназия (груз. ქუთაისის კლასიკური გიმნაზია) — среднее учебное заведение в Российской империи в городе Кутаис.

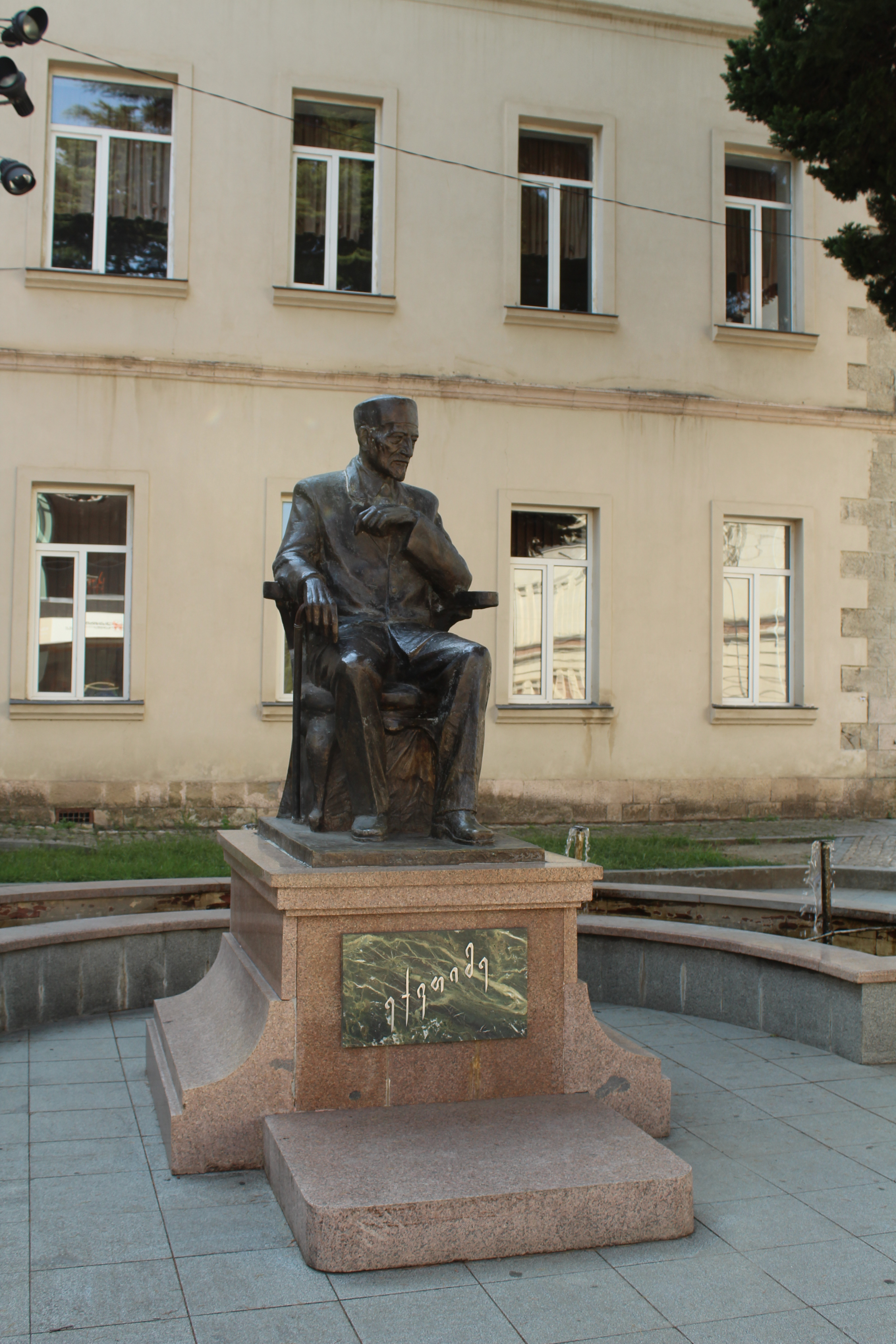
Памятник Такаишвили

## История
Организована в 1878 году на базе Кутаисской губернской гимназии, действовавшей с 1830 года сначала как провинциальная школа, а с 1850 года — как губернская гимназия.
Первоначально находилась в доме полковника Церетели.
Здание гимназии было построено по проекту архитектора Энфиажиева, для строительства отведён участок земли в районе Золотого квартала (на современной улице Руставели).
В 1901—1903 годах архитектор Лукашев (автор зданий Пятигорской и Новороссийской гимназий) построил ещё одно большое здание (ныне корпус «Голубое небо»).
С 1897 по 1906 год гимназию возглавлял Осип Осипович Чебиш.

## Известные выпускники
В разное время в гимназии учились: Кирилл Лордкипанидзе, Мамия Гуриели, Акакий Церетели, Георгий Церетели, Нико Николадзе, Сергей Месхи, Васо Абашидзе, Котэ Месхи, Силован Хундадзе, Эквтиме Такаишвили, Нико Марр, Иосиф Оцхели, Дуту Хоштария, Кита Абашидзе, Нико Лордкипанидзе, Лео Киачели, Колау Надирадзе, Саргис Какабадзе, Дмитрий Узнадзе, Шалва Нуцубидзе, Давид Какабадзе, Владимир Маяковский, Паоло Яшвили, Тициан Табидзе, Валериан Гаприндашвили и другие.
Двум выдающимся ученикам — В. Маяковскому и Э. Такаишвили — у здания гимназии установлены памятники.

## Известные преподаватели
С. Ф. Грушевский (1869—1870)